# Raffaele De Nobili
Raffaele De Nobili (La Spezia, 20 luglio 1827 – La Spezia, 5 settembre 1884) è stato un politico italiano.
Fu sindaco della Spezia, Cavaliere della Corona d'Italia, Medaglia d'Oro alla Memoria per i Benemeriti della Salute Pubblica.

## Biografia
Raffaele De Nobili è figlio del notaio Giovanni Battista De Nobili (1794–1831) della stirpe di Vezzano e della nobildonna Maddalena dei marchesi Ollandini della Rocchetta.
Nel 1867 ottenne per meriti il posto di Segretario comunale della Spezia e nell'aprile del 1884 fu eletto Sindaco della città. 
Per la legge elettorale del tempo venne nominato sindaco facente funzione. A nominare poi il Primo Cittadino era il Re che quasi sempre confermava nella carica il sindaco facente funzione. 
Dunque, accedere alla massima poltrona spezzina per Raffaele era solo una formalità, giacché presto da Roma sarebbe arrivata la nomina.
Lui, però, soffriva di fegato e nell’estate del 1884 si recò a Montecatini Terme per curarsi. Mentre è là con la famiglia, l'epidemia di colera che stava colpendo gran parte d'Italia, e fino a quel momento aveva tenuto i suoi germi a mollo nel fondo dei tanti fiumetti e canali di La Spezia, viene a galla e la città ne è gravemente colpita.
Nel drammatico frangente il sindaco non c’è e la stampa lo maledice per l’assenza che privava la città del comando in un momento così delicato. Ma De Nobili, cosciente della drammatica situazione, torna portandosi dietro la moglie, Luigia Federici. Di nuovo in città, pur consapevole del rischio cui si esponeva per la sua già malferma salute, Raffaele si prodiga al massimo: visita in prima persona gli infermi, li trasporta nei lazzaretti, li assiste fino a che non si contagiano lui e Luigia il 4 settembre. 
La notizia fu subito diramata dalla stampa, che seguì con apprensione il breve decorso della malattia. La mattina del 5 settembre 1884 spirò, mentre la moglie Luigia si salvò.
Fu anche console onorario di Spagna fino alla morte.
Con decreto 9 ottobre 1882, Raffaele fu nominato Cavaliere dell'Ordine della Corona d'Italia.
Con decreto 15 novembre 1884 il Governo conferì a Raffaele De Nobili Medaglia d'Oro alla Memoria per i Benemeriti della Salute Pubblica, essendo egli [...] caduto vittima del suo dovere durante la invasione della epidemia colerica in cotesta città, e mentre con nobilissimo esempio di coraggio e di abnegazione, compiendo l'ufficio di Sindaco, dedicava tutto sé stesso in sollievo dei proprii concittadini.
Il Comune della Spezia gli ha dedicato una via del centro cittadino tra via Gramsci e Piazza Cavour ("Piazza del Mercato").